# 올리비아 딘
올리비아 딘(Olivia Dean, 1999년 3월 14일 ~ )은 잉글랜드의 가수이다.

## 음반 목록
- Messy (2023)